# Death Wish V: The Face of Death
Death Wish V: The Face of Death is een Amerikaanse film uit 1994 onder regie van Allan A. Goldstein. Het is de vierde en laatste sequel van de film Death Wish uit 1974.

## Verhaal
Paul Kersey (Charles Bronson) keert onder de naam Paul Stewart terug naar New York op uitnodiging van zijn vriendin Olivia Regent (Lesley-Anne Down). Tijdens een modeshow komt de gewelddadige gangster Tommy Shea (Michael Parks) en zijn companen herrie schoppen en Tommy bedreigt zijn ex-vrouw Olivia. Tommy gaat achter Paul en Olivia aan en doodt Olivia. Uiteindelijk komt het tot een confrontatie tussen Paul en Tommy waarbij definitief afgerekend wordt met de gangster.

## Rolverdeling
| Acteur           | Personage     |
| ---------------- | ------------- |
| Charles Bronson  | Paul Kersey   |
| Lesley-Anne Down | Olivia Regent |
| Michael Parks    | Tommy O'Shea  |
| Robert Joy       | Freddie       |
| Saul Rubinek     | Hoyle         |
| Kenneth Welsh    | King          |
| Erica Lancaster  | Chelsea       |
| Chuck Shamata    | Sal Paconi    |
| Kevin Lund       | Chuck Paconi  |
| Melissa Illes    | Runway model  |
| Jefferson Mappin | Albert        |